# Joaquín Piñol y Navas
Joaquin Piñol y Navas (Tortosa, ? - 15 de enero de 1896) fue un empresario, banquero y político español. Tenía grandes propiedades en Tortosa, y en uno de sus solares se instaló el taller de maquinaria de Ferrerías. Monárquico y liberal, después de la revolución de 1868 prestó ayuda al nuevo rey Amadeo I y fue elegido diputado del Partido Constitucional por el distrito de Roquetas en las Elecciones generales de España de 1871 y abril de 1872. Después de la restauración borbónica colaboró con el Partido Liberal Fusionista y en 1881 fue uno de los fundadores y vicepresidente del Banco de Tortosa. Su hermano, José María Piñol y Navas, fue alcalde de Tortosa.